# X-Change
X-Change is een computerspel voor het platform Microsoft Windows. Het spel werd uitgebracht in 2001. In het spel speelt de speler  Takuya Aihara, een jongeman van middelbare leeftijd leeft bij zijn vader en stiefmoeder. Op een dag stapt hij in een laboratorium in een geheimzinnige vloeistof en veranderd hiermee in een meisje. De speler moet diverse beslissingen nemen en ontwikkeld hiermee zijn karakter een bepaalde kant op.